# Gökdeniz Karadeniz
Gökdeniz Karadeniz (ur. 11 stycznia 1980 w Giresun) – turecki piłkarz grający na pozycji ofensywnego pomocnika. W latach 1999–2008 był zawodnikiem Trabzonsporu, a w latach 2008-2018 Rubinu Kazań.

## Kariera trenerska
Gökdeniz Karadeniz powrócił do Rubin Kazań i z dniem 7 lipca 2023 roku został mianowany menadżerem ich rezerwowego składu FC Rubin-2 Kazan.